# Turnul Wardenclyffe

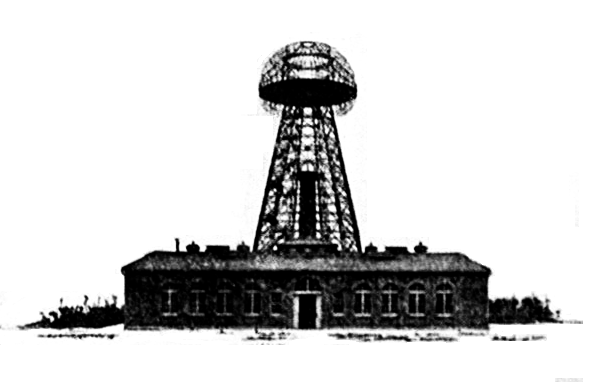
Turnul Wardenclyffe din Shoreham, Long Island, New York. Clădirea din cărămidă de 94 ft x 94 ft a fost proiectată de arhitectul Stanford White.

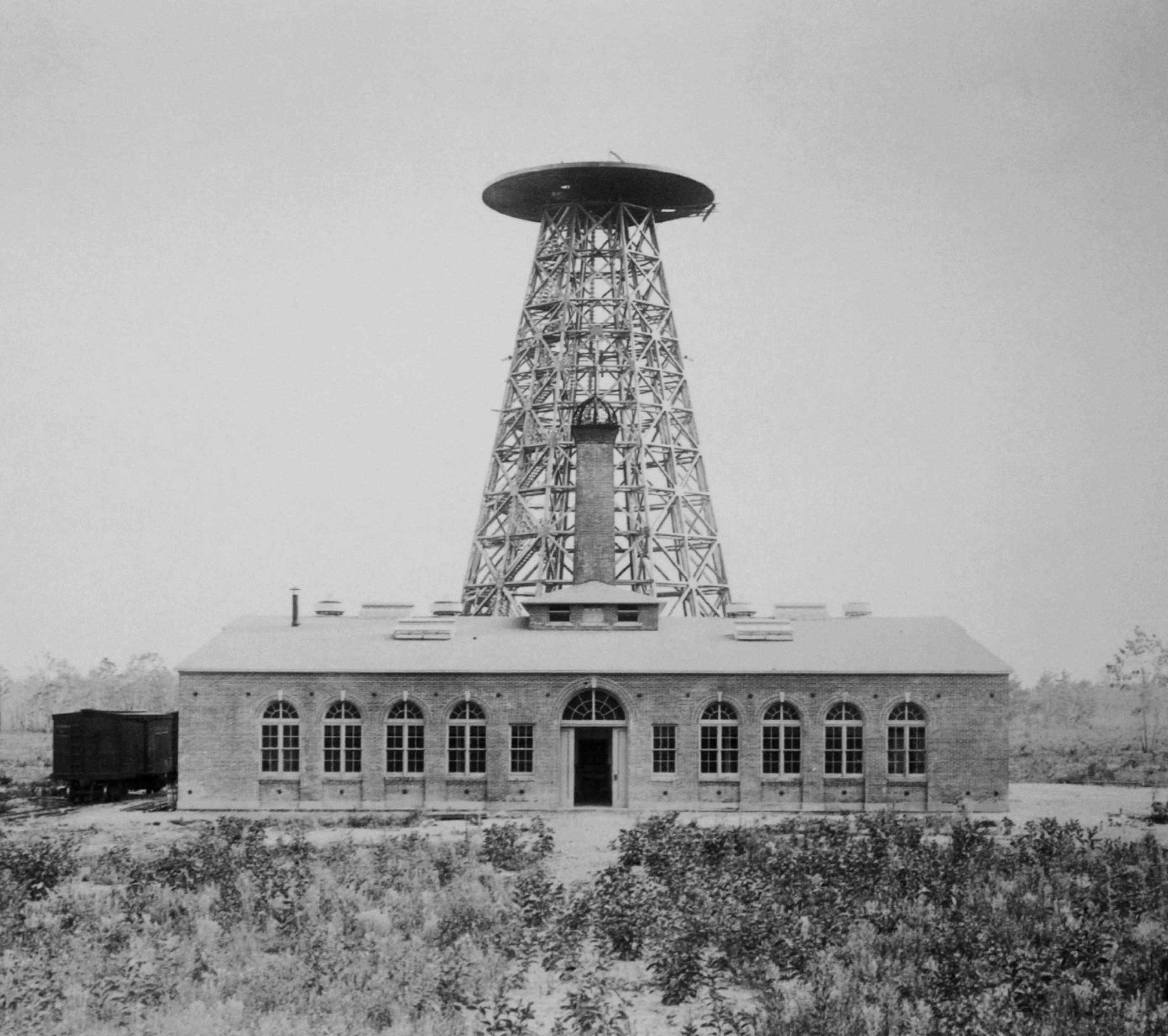

Turnul Wardenclyffe (1901–1917) cunoscut și ca Turnul Tesla, a fost un prim turn de telecomunicații fără fir proiectat de Nikola Tesla și destinat telefoniei fără fir comerciale trans-atlantice, audiovizualului și pentru a demonstra transmiterea energiei electrice fără fire de interconectare. Clădirea principală nu a fost construită din cauza unor probleme financiare și nu a fost niciodată pe deplin operațională.